# Ștefan Odobleja
Ștefan Odobleja (Livezile, 13 ottobre 1902 – 4 settembre 1978) è stato un medico e ricercatore rumeno, tra i fondatori della cibernetica.
Il suo lavoro più importante è Psychologie consonantiste (pubblicato la prima volta nel 1938 a Parigi), che generò molti dei maggiori temi che saranno centrali nella cibernetica riguardanti quest'ultima e la teoria dei sistemi nove anni prima di Norbert Wiener.

## Biografia
Ștefan Odobleja nacque nel 1903 da una famiglia di contadini a Valea Izvorului (paese ora denominato Ștefan Odobleja) nel distretto di Mehedinți, in Romania. Frequentò l'Università di medicina e farmacia Carol Davila di Bucarest, dove si laureò e divenne un medico. Esercitò come medico militare a Bucarest, a Dej, a Drobeta-Turnu Severin, a Lugoj, a Târgoviște e in molte altre città rumene. Dotato di una capacità lavorativa fuori dal comune e di un incredibile spirito inventivo, Odobleja lasciò un incredibile lavoro ai posteri.
Nel 1936 Odobleja pubblicò fonoscopia e semiotica clinica. L'anno dopo partecipò al nono congresso internazionale di medicina militare con un discorso in francese intitolato Demonstration de phonoscopie in cui annuncia il suo futuro  Psychologie consonantiste, che sarà il suo lavoro più importante in cui lui pone i fondamenti teorici della cibernetica. Il libro, pubblicato a Parigi dalla Librairie Maloine (nel 1938 venne pubblicato il primo volume e un anno dopo il secondo), contiene 900 pagine e include 300 figure. Lo stesso Odobleja scrisse di come questo testo fosse un indice o dizionario di psicologia "per un grande trattato della stessa che dovrebbe contenere 20-30 volumi".
A causa dell'inizio della Seconda guerra mondiale la pubblicazione passò inosservata. La prima edizione in rumeno, la prima edizione assoluta venne pubblicata in francese, di questo lavoro non emerse fino al 1982.
Il governo comunista rumeno aveva poca conoscenza dell'argomento e considerò la cibernetica come una scienza di natura capitalista. Odobleja, essendone il principale promotore, finì sotto osservazione e, successivamente, agli arresti domiciliari.
Morì il 4 settembre del 1978. Suo figlio pose sulla sua tomba l'epitaffio "padre della cibernetica", come accusa nei confronti del governo rumeno.

## Lascito
Il governo brasiliano riconobbe il suo contributo nell'ambito della fondazione della cibernetica quando il suo saggio Diversità e unità nella cibernetica (presentato al quarto congresso di cibernetica e sistemi ad Amsterdam nell'agosto del 1978) ricevette grande fama.
Come apprezzamento del suo lavoro per aver esplorato lo sconosciuto territorio della psicologia consonantista e della cibernetica, Ștefan Odobleja fu eletto, dopo la sua morte, membro onorario dell'Accademia rumena nel 1990.
Nel 1982 un gruppo di scienziati fondò l'Accademia di cibernetica Ștefan Odobleja, un forum scientifico registrato a Lugano, in Svizzera, e finanziato dal Prof. Dr. Iosif Constantin Drăgan, connazionale di Odobleja.